# Britannia (yacht)
Cet article possède un paronyme, voir HMS Britannia.
Le His Majesty's Yacht Britannia était le yacht du Prince de Galles Albert Edouard, futur Edouard VII et de son fils George V.

## Construction

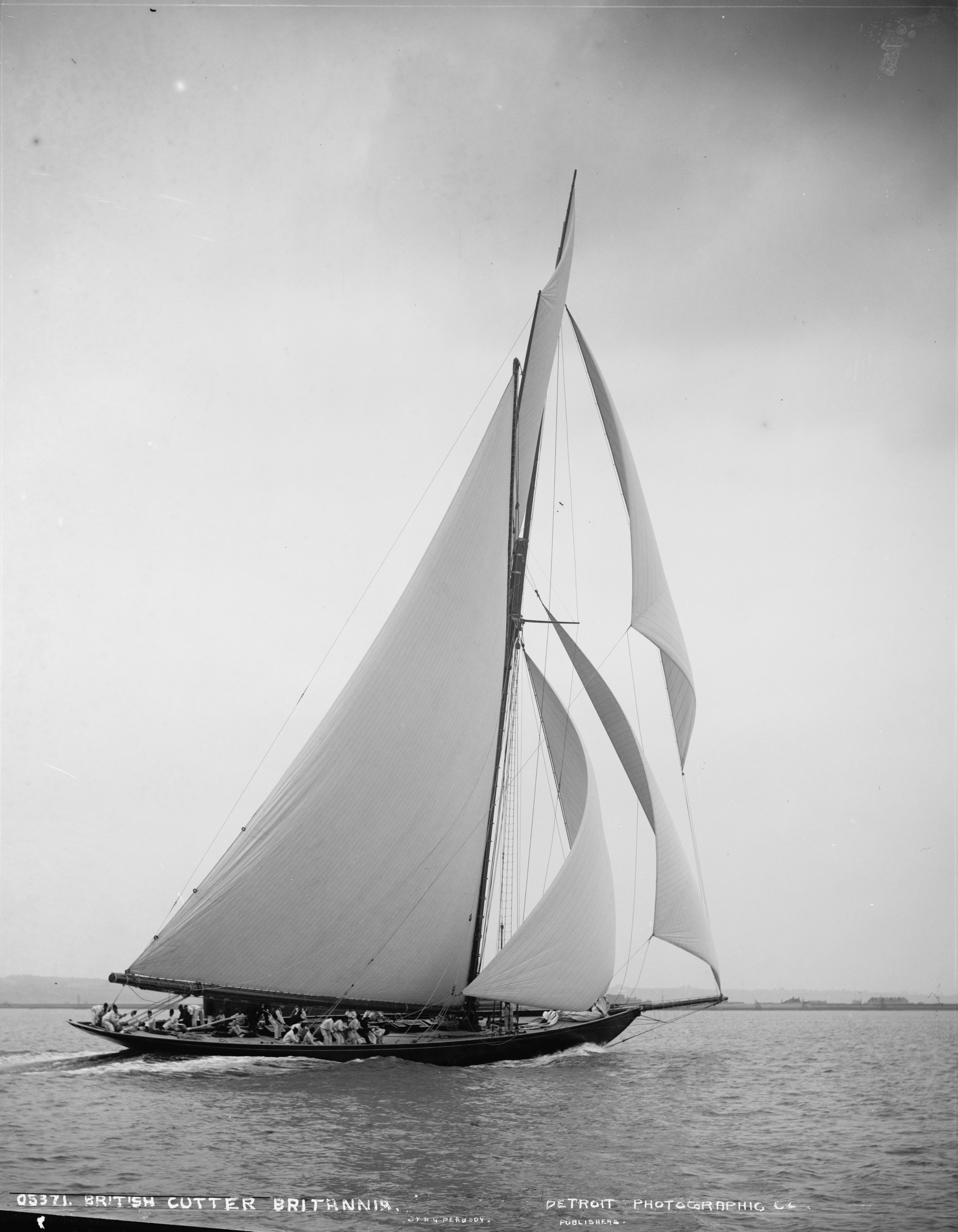
HMY Britannia

Après que le Kaiser Guillaume II eut acheté le  Thistle en 1891, George Lennox Watson reçut commande de la part du Prince de Galles pour la construction d'un yacht. Le voilier est construit en 1892 aux chantiers D. and W. Henderson and Company au côté du challenger anglais de la coupe de l'America le Valkyrie II. Le bateau est lancé le 20 avril 1893.

## Carrière

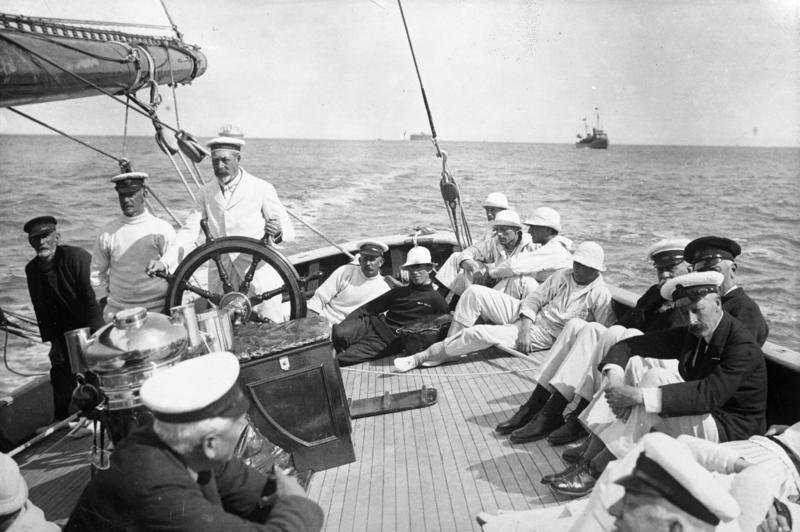
George V à la barre du Britannia

La première année de course du Britannia se solde par 33 victoires pour 43 participations à des courses, notamment face au Meteor (l'ancien Thistle) de son neveu le Kaiser Guillaume II. La deuxième année, il remporte les 7 courses disputées lors de régates sur la côte d'Azur. De retour en Angleterre, il bat le vainqueur américain de la coupe de l'America 1893 le Vigilant.
Après 1897, il connut une baisse d'activité. Il servit de partenaire d'entrainement pour le Shamrock de Sir Thomas Lipton. Il passa entre les mains de différents propriétaires qui le transformèrent en bateau de croisière avec l'ajout notamment de bastingages.
En 1920, le roi George V reprit le bateau en main pour en refaire un yacht de régate. Malgré son âge, mais avec des modernisations incessantes de son gréement, il devient l'un des voiliers les plus talentueux des années 1920. En 1931, il est transformé suivant les critères de la classe J et reçoit un gréement de type bermudien. Malgré ces modifications, ses performances par vent debout ne sont pas au rendez-vous. Il participe à sa dernière course en 1935 à Cowes.
Il fut sabordé près de l’île de Wight le 10 juillet 1936 suivant le vœu de George V qui souhaitait que son yacht le suive dans la tombe.
Durant ses 43 ans de carrière, il remporta 231 courses. Il affronta les yachts les plus prestigieux de l'époque (Meteor, Valkyrie II, Vigilant…) construits par les plus grands architectes navals (Watson, Fife, Herreshoff, Nicholson). Sa fin coïncide avec la fin de l'ère de la classe J qui était synonyme de régates réservés à une élite argentée.